# Global Friend's Award
Global Friend's Award är ett pris som årligen delas ut på Gripsholms slott, Sverige av Drottning Silvia. Priset går till personer som på olika sätt hjälper barn och ungdomar runtom i världen. Vinnarna framröstas av barn och ungdomar världen över. I år deltog 2 388 281 barn. 
Priset 2005 gick till Nelson Mandela och Graça Machel.
I samband med utdelningen delas också The World's Children's Prize for the Rights of the Child och Barnens hederspris ut.

## Pristagare
- Agnes Stevens
- Ana María Marañon
- Ann Skelton
- Anna Mollel
- Anne Frank
- AOCM
- Asfaw Yemiru
- Barefoot College
- Betty Makoni
- Casa Alianza
- Cecilia Flores-Oebanda
- Children's Peace Movement
- Craig Kielburger
- Cynthia Maung
- Dunga Mothers
- Emani Davis
- Graça Machel
- Hector Pieterson
- Inderjit Khurana
- Indira Ranamagar
- Iqbal Masih
- James Aguer Alic
- James Kofi Annan
- Jetsun Pema
- John Wood
- Josefina Condori
- Kimmie Weeks
- Maggy Barankitse
- Maiti Nepal
- Malala Yousafzai
- Monira Rahman
- Murhabazi Namegebe
- Nelson Mandela
- Nkosi Johnson
- Pastoral da Criança’s
- Paul and Mercy Baskar
- Prateep Ungsongtham Hata
- Sakena Yacoobi
- Somaly Mam
- Sompop Jantraka